# Pierrevillers
 Pierrevillers  es una población y comuna francesa, en la región de Lorena, departamento de Mosela, en el distrito de Metz-Campagne y cantón de Marange-Silvange.

## Demografía
| 1339 | 1463 | 1448 | 1372 | 1365 | 1346 |
| Para los censos de 1962 a 1999 la población legal corresponde a la población sin duplicidades (Fuente: INSEE [Consultar]) |      |      |      |      |      |